# Dominique Hennequin
Dominique Hennequin ist ein französischer Toningenieur.

## Leben
Hennequin war auch vereinzelt als Schauspieler tätig. Seine Karriere beim Film startete er Ende der 1960er-Jahre. Er erhielt sechsmal den César für den Besten Ton und war siebzehn Mal nominiert. Während seiner Karriere gewann er einmal den Goya-Awards für den Besten Ton und war zwei weitere Male nominiert. Er erhielt 1986 eine Nominierung für den BAFTA Award in der Kategorie Bester Ton zusammen mit Harald Maury, Hugues Darmois und Bernard Leroux für Carmen.
Hennequin war an mehr als 190 Produktionen beteiligt.

## Filmografie
- 1973: Themroc
- 1980: Inspektor Loulou – Die Knallschote vom Dienst (Inspecteur la Bavure)
- 1980: Die Taxifahrerin (Extérieur, Nuit)
- 1980: Der Loulou (Loulou)
- 1983: Danton
- 1984: Carmen
- 1987: Die Unschuldigen (Les innocents)
- 1990: Cyrano von Bergerac (Cyrano de Bergerac)
- 1995: Der Husar auf dem Dach (Le Hussard sur le toit)
- 1996: Beaumarchais – Der Unverschämte (Beaumarchais, l’insolent )
- 1996: Ridicule – Von der Lächerlichkeit des Scheins (Ridicule )
- 1998: Meine Heldin (L’ennui )
- 1998: Das Mädchen deiner Träume (La niña de tus ojos)
- 1999: Die Frau auf der Brücke (La fille sur le pont)
- 2000: Calle 54
- 2001: Ich habe dich nicht um eine Liebesgeschichte gebeten (Carrément à l’Ouest)
- 2002: Das zweite Leben des Monsieur Manesquier (L’Homme du train)
- 2003: Bon Voyage
- 2008: 35 Rum (35 rhums)